# Principia Mathematica

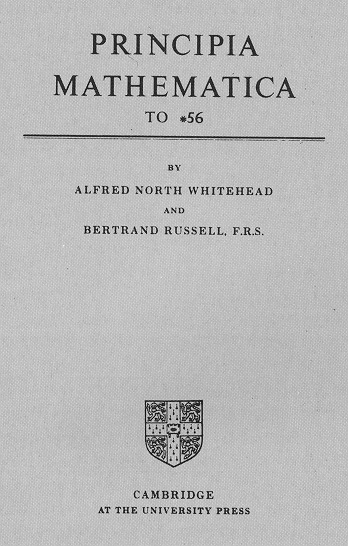
Титульна сторінка першого видання Principia Mathematica

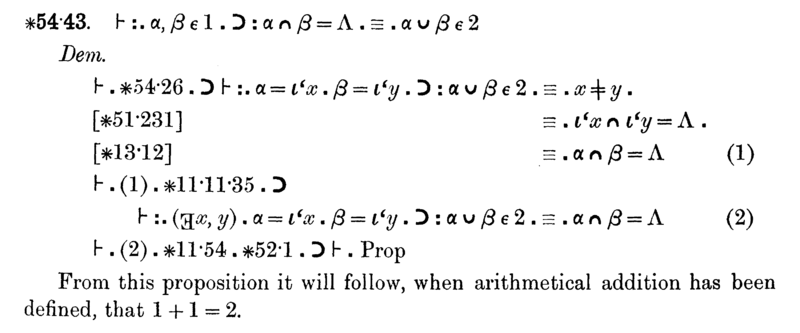
✱54.43 Важлива лема описана з першого тому, яка пізніше, після визначення операції додавання використовується при доведенні твердження що 1 + 1 = 2. (Доведення закінчується в другому томі, після чого пишуть "це твердження іноді корисне. Воно використовується принаймі тричі, в ✱113.66 та ✱120.123.472.")

Principia Mathematica («Математичні принципи» або «Математичні основи») — тритомна праця з основ математики, написана Бертраном Расселлом та Альфредом Нортом Вайтгедом й опублікована у 1910–1913 роках. Праця є спробою вивести всі математичні принципи з символічної логіки. Декілька сот сторінок присвячено системі понять і символів, які пізніше виступають основою арифметики. Виведення математики з логіки спростовувало деякі поширені тогочасні уявлення про суть математичного пізнання. Праця пропонує доказ того, що основи математики не є ні емпірично, ні синтетично апріорними (останнє припускав Іммануїл Кант), а мають мовну природу, тобто виводяться з формальної логіки, таким чином вони є аналітично апріорними.

## Математичні теми праці
Principia розглядає такі математичні теми, як теорію множин, кардинальні числа, порядкові числа, дійсні числа, складніші побудови з математичного аналізу не розглядаються. Проте у кінці третього тому з викладу стає зрозуміло, що власне вся відома математика могла розвинутися з логічного формалізму.

## Попередники
Важливі ідеї для написання Principia Mathematica було запозичено з Арифметики Готлоба Фреге, опублікованої 1893 року, на основі якої Рассел розробив так званий Парадокс Рассела. Цей та інші парадокси наївної теорії множин Рассел спробував розв'язати через теорію типів, сформульовану 1908 року, яка й стала основою для Principia Mathematica.
Іншим важливим підґрунтям для праці були формули Джузеппе Пеано, видані у формі збірника в 1903 році. У Пеано Бертран Рассел запозичив численні символи та формули.

## Рецепція
Досі залишається до кінця не з'ясованим, чи справді система аксіом Principia Mathematica позбавлена протиріч і чи справді з формальної логіки можна вивести абсолютно всі істинні твердження математики. На можливі вади такого підходу вказав Курт Гедель у своїх теоремах про неповноту.
Principia Mathematica мала великий вплив зокрема на німецько-американського філософа-позитивіста Рудольфа Карнапа та його головну працю «Логічна структура світу» (нім. Der logische Aufbau der Welt).